# Vitālijs Astafjevs
 (décembre 2015).
Vitālijs Astafjevs (russe : Виталий Астафьев ; né le 3 avril 1971 à Riga) est un footballeur international letton reconverti entraîneur.

## Biographie
Vitālijs Astafjevs commence sa carrière dans l'équipe de Skonto Riga, et par la suite il joue notamment en faveur de l'Austria Vienne, des Bristol Rovers, de l'Admira Wacker et du Roubine Kazan.
Il dispute 167 matchs avec la Lettonie et inscrit 14 buts avec cette équipe. Il débute en 1992 lors de la création de l'équipe nationale lettonne, et il dispute avec cette équipe une seule grande compétition : l'Euro 2004. 
Le 17 novembre 2010, au cours d'un match amical contre la Chine, Astafjevs honore sa 167e et dernière sélection pour l'équipe de football de Lettonie. 2 sélections dans son total sont reconnues par sa fédération nationale mais ne le sont pas par la Fédération internationale de football association (FIFA).
Crédité de 165 sélections par la FIFA, cette performance constitue à la fin de sa carrière un record pour le continent européen. Ce record est battu par l'Espagnol Iker Casillas en mars 2016,.

## Carrière
| Année   | Club                      | Championnat                      | Matchs | Buts |
| 1991    | FK Daugava Riga           | Virsliga (Division 1)            | 26     | 11   |
| 1992    | Skonto Riga               | Virsliga (Division 1)            | 21     | 0    |
| 1993    | Skonto Riga               | Virsliga (Division 1)            | 11     | 5    |
| 1994    | Skonto Riga               | Virsliga (Division 1)            | 21     | 7    |
| 1995    | Skonto Riga               | Virsliga (Division 1)            | 28     | 19   |
| 1996    | Skonto Riga               | Virsliga (Division 1)            | 18     | 12   |
| 1996-97 | FK Austria Vienne         | T-Mobile Bundesliga (Division 1) | 26     | 1    |
| 1997    | Skonto Riga               | Virsliga (Division 1)            | 14     | 1    |
| 1998    | Skonto Riga               | Virsliga (Division 1)            | 23     | 7    |
| 1999    | Skonto Riga               | Virsliga (Division 1)            | 18     | 9    |
| 1999-00 | Bristol Rovers F.C.       | Football League One D3           | 16     | 2    |
| 2000-01 | Bristol Rovers F.C.       | Football League One D3           | 41     | 5    |
| 2001-02 | Bristol Rovers F.C.       | Football League Two D4           | 18     | 1    |
| 2002-03 | Bristol Rovers F.C.       | Football League Two D4           | 33     | 8    |
| 2003-04 | VfB Admira Wacker Mödling | T-Mobile Bundesliga (Division 1) | 28     | 2    |
| 2004    | Roubine Kazan             | Premier League (Division 1)      | 8      | 2    |
| 2005    | Roubine Kazan             | Premier League (Division 1)      | 22     | 2    |
| 2006    | Skonto Riga               | Virsliga (Division 1)            | 22     | 4    |
| 2007    | Skonto Riga               | Virsliga (Division 1)            | ?      | ?    |
| 2008    | Skonto Riga               | Virsliga (Division 1)            | ?      | ?    |
| 2009    | Olimps Riga               | Virsliga (Division 1)            | 14     | 1    |
| 2009    | FK Ventspils              | Virsliga (Division 1)            | 5      | 0    |
| 2010    | Skonto Riga               | Virsliga (Division 1)            | 13     | 2    |

## Palmarès
- Championnat de Lettonie (7) - 1992, 1993, 1994, 1995, 1997, 1998, 1999
- Coupe de Lettonie (4) - 1992, 1995, 1997, 1998